# 溴乙烷
溴乙烷（化學式：C2H5Br）又名乙基溴，是一种鹵代烃，縮寫为EtBr。這種易揮發的化合物帶有跟醚相似的氣味。

## 合成
与其他溴代烷类似，EtBr可由在乙烯中加入溴化氫來製備：
H2C=CH2  +  HBr  →  H3C-CH2Br
乙基溴并不昂貴，因此很少會於實驗室中製備。合宜的實驗室合成包括三溴化磷或亞硫醯溴作用於乙醇。當用溴化氫或氫溴酸來處理乙醇时，会生成EtBr，副产物是乙醚。

## 化学性质
溴乙烷可以在热的氢氧化钠水溶液中发生水解：
EtBr + NaOH {\displaystyle \to } EtOH + NaBr
溴乙烷还可以在热的氢氧化钠醇溶液中发生消去：
EtBr + NaOH {\displaystyle \to } CH2=CH2 + NaBr + H2O

## 用途
在有機合成中，EtBr是假想乙基碳正離子（Et+）的合成子。例如可将由羧酸鹽轉化為乙酯，碳負離子至乙基衍生物，硫脲至乙基異硫脲鹽， 及胺至乙基胺。
即使此液體存在於室溫，仍然很易揮發。EtBr常用作製備强碱性的格林尼亞試劑，如EtMgBr可使炔失去質子：   
EtBr  + Mg  →  EtMgBr
RC≡CH  +  EtMgBr  →  RC≡CMgBr  +  EtH
此應用已被有機鋰試劑廣泛取代。

## 安全
卤代烃通常是帶有潛在危險的烷基化劑，溴化物較氯化物烷基化能力更强，因此应尽量避免接触EtBr。EtBr被美國加州列入致癌物質及一種生殖上的毒素。